# Maison natale de Stendhal
La maison natale de Stendhal est une maison de ville située dans le centre-ville de Grenoble, rue Jean-Jacques Rousseau, alors dénommée rue des Vieux-Jésuites.
C'est dans cette maison, au deuxième étage, que naquit le 23 janvier 1783, Henri Beyle, plus connu sous son nom d'écrivain, Stendhal.

## Situation
La maison est située au No 14 de la rue Jean-Jacques-Rousseau, une voie essentiellement commerçante, située dans le quartier Notre-Dame, un des secteurs les plus anciens de la ville correspondant à l'intérieur de ce qui fut l'enceinte médiévale, entre la place Sainte-Claire et Grande Rue. 
Ce secteur de la rue est accessible aux piétons (présence d'une plaque commémorative et d'un panneau d'information, fixé près de la porte de la maison) mais, le lieu (privé) est fermé à l'exception des jours de visites autorisés. Les stations les plus proches du tramway de Grenoble se dénomment Hubert Dubedout - Maison du Tourisme et Sainte-Claire - Les Halles.

## Historique

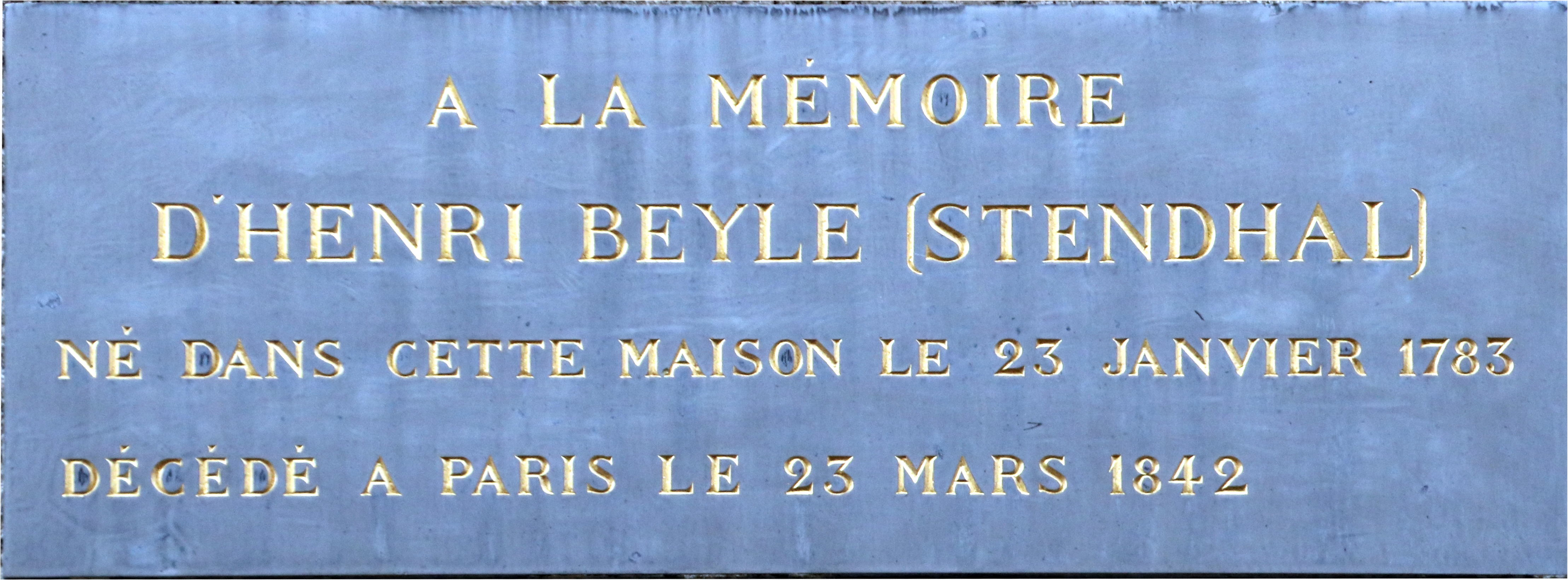
Plaque située au-dessus de la porte d'entrée

Le 23 janvier 1783, Henri Beyle naît à Grenoble dans ce qui s'appelle encore la rue des Vieux Jésuites. Il s'agit de l'appartement, situé au deuxième étage de Chérubin Beyle (avocat au Parlement de Grenoble) et d'Henriette Gagnon.
Le jeune Henri y vit jusqu'à l'âge de sept ans, mais après le décès de sa mère, en 1790, il habite chez son grand-père maternel, dans une maison située non loin de sa maison natale et donnant sur la Grande Rue, la place Grenette et le jardin de ville.
Cette maison servit de lieu d'accueil pour le musée de la résistance dauphinoise, premier musée grenoblois évoquant la résistance locale. Il est inauguré le 23 avril 1966 sous la municipalité d'Hubert Dubedout, dans le cadre de la journée nationale de la Déportation avant de déménager en 1994 pour la rue Hébert.
Le lieu est ouvert, pour la première fois, au public en 1995, lors de la douzième édition des journées du patrimoine, en présence de Michel Destot, maire de Grenoble à l'époque.

## Protection
Les deux façades, l'une sur la rue et l'autre sur la cour, la toiture et l'escalier de l'immeuble, ainsi que l'appartement du deuxième étage bénéficient d'une inscription au titre des monuments historiques par arrêté du 11 juillet 2000.